# Willy Brandt School of Public Policy
Die Willy Brandt School of Public Policy ist eine wissenschaftliche Einrichtung der Universität Erfurt, die an die staatswissenschaftliche Fakultät angebunden ist. Sie bietet seit 2002 den ersten Studiengang zum Erwerb des Master of Public Policy (MPP) in Deutschland an. Der Studiengang ist akkreditiert und reakkreditiert durch ACQUIN. Unterrichtssprache ist Englisch. Bis November 2009 trug die Brandt School den Namen Erfurt School of Public Policy (ESPP).

## Konzept

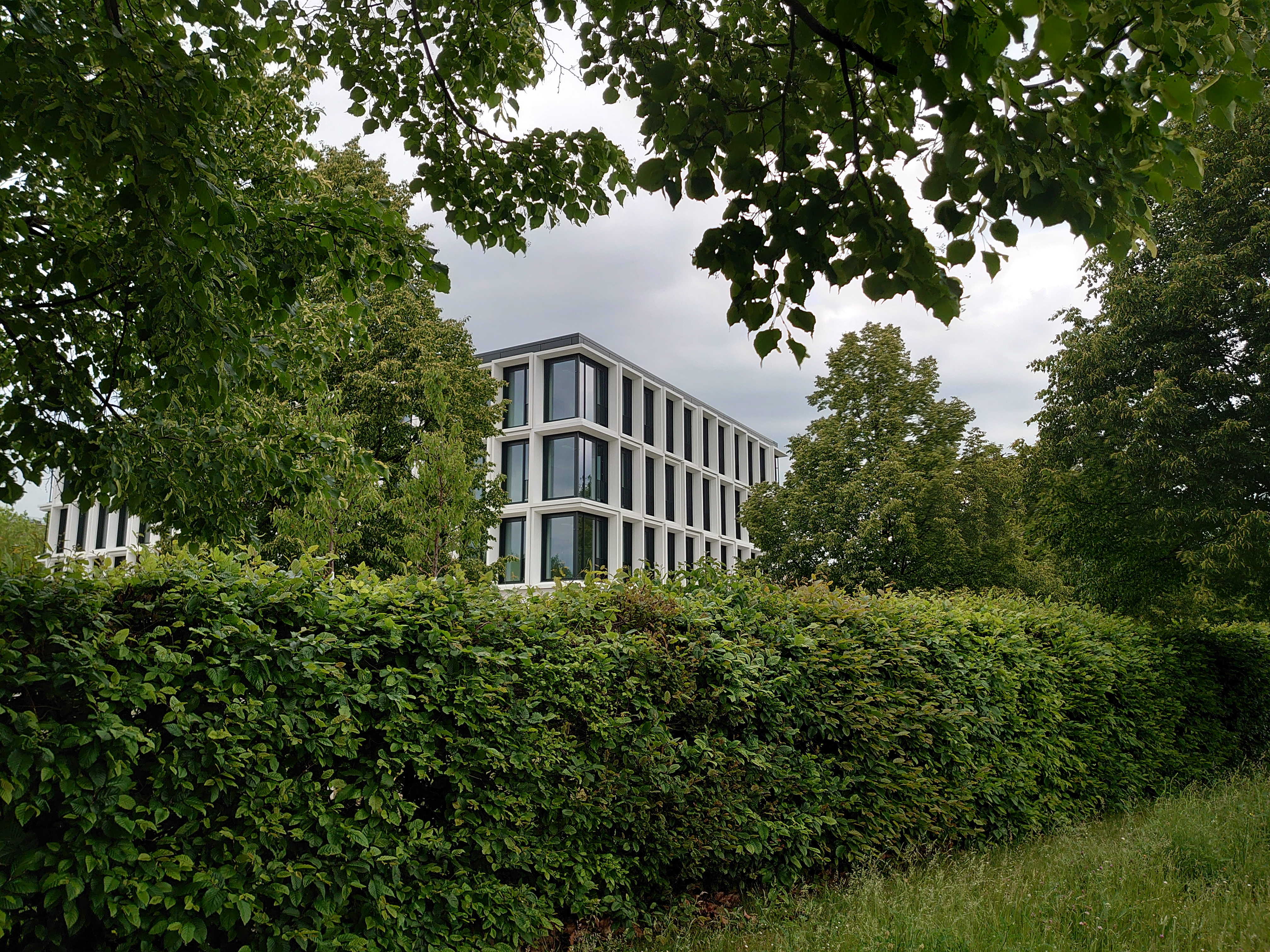
Die Willy Brandt School of Public Policy im „Weltbeziehungen“-Gebäude auf dem Campus der Universität Erfurt

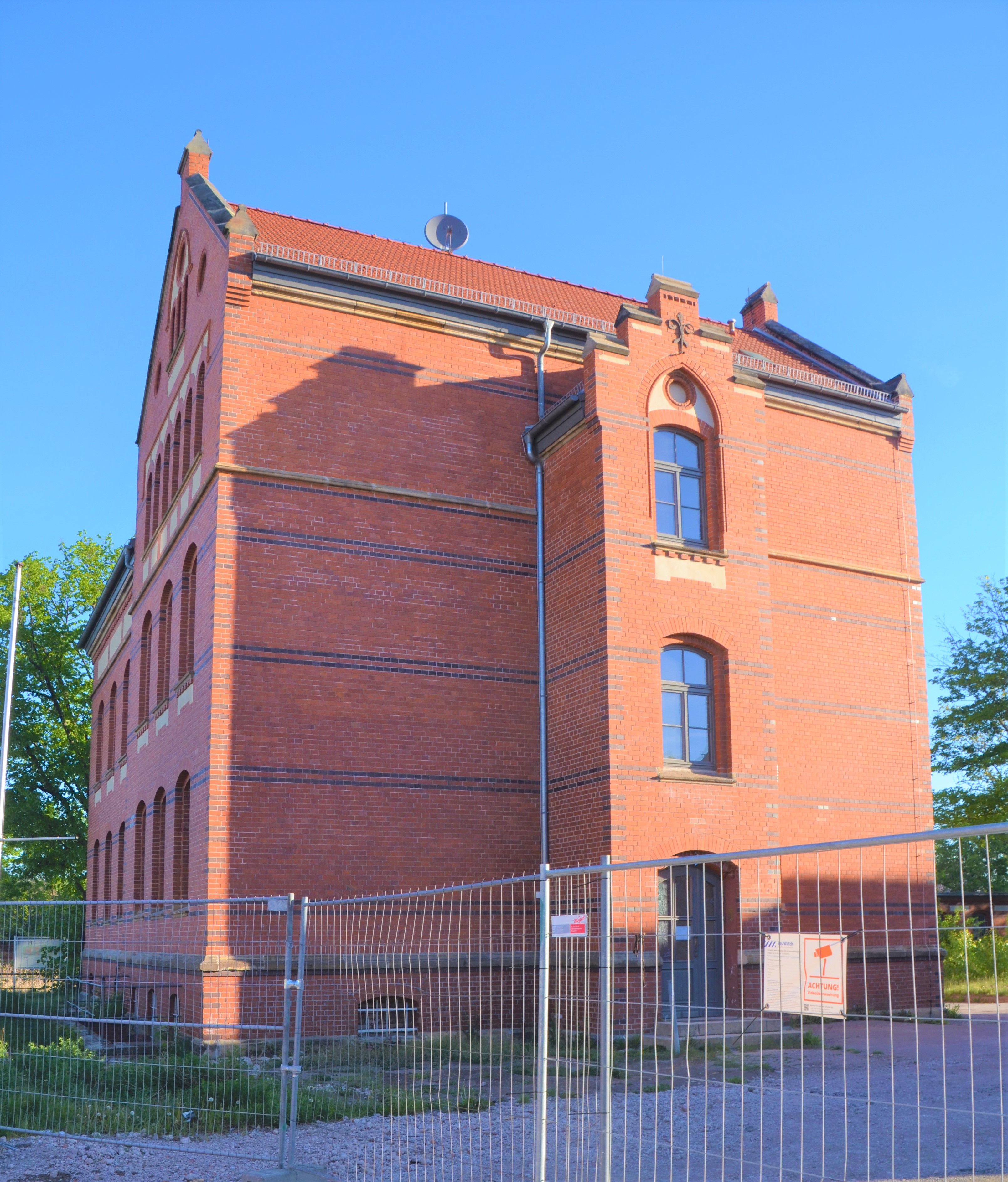
Das Gebäude der Brandt School bis 2022

Die Willy Brandt School ist eine nach angloamerikanischem Vorbild konzipierte Professional School, in der Lehre, Ausbildung und Forschung problem- und aufgabenbezogen organisiert und miteinander verbunden sind. Im Bereich Public Policy bietet sie eine fortgeschrittene Ausbildung auf der Ebene des Masters an, in dem die einschlägigen Wissensbestände und Methoden der Sozialwissenschaften (Wirtschaftswissenschaft, Politikwissenschaft, Verwaltungswissenschaft und Soziologie) eingehen, verbunden mit einem Rückbezug auf die Berufspraxis und auf gesellschaftliche Problemlagen.

## Namensgebung

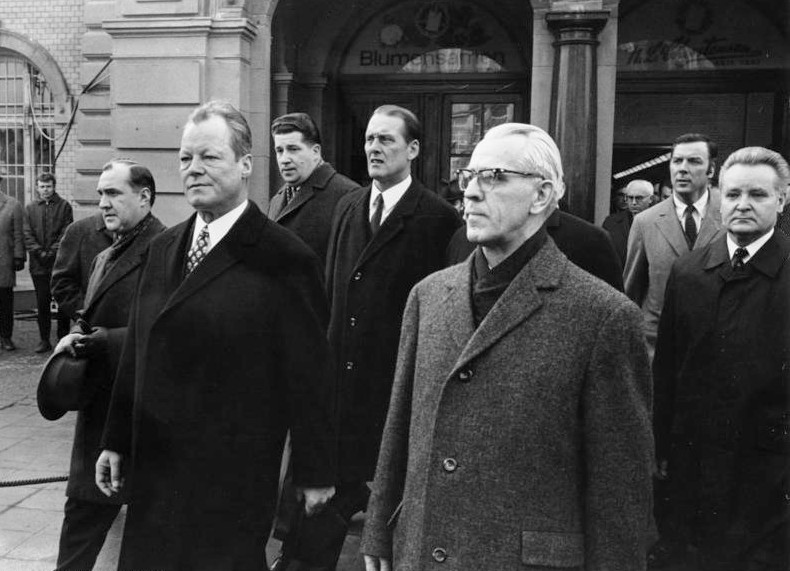
Brandt mit Willi Stoph am 19. März 1970 in Erfurt

Die Wahl Willy Brandts zum Namensgeber erfolgte aus verschiedenen Gründen. Hierzu zählen zum einen der positive Bezug zur Stadt Erfurt infolge seines Besuches im Jahr 1970, dem ersten deutsch-deutschen Gipfeltreffen, zum anderen seine Beiträge zur Ost-West- und zur Nord-Süd-Verständigung und seine Vorbildfunktion als auf Dialog bedachter Reformpolitiker.

## Studienangebot
Der Studiengang Master of Public Policy (MPP) ist ein interdisziplinärer, anwendungsorientierter, englischsprachiger, zweijähriger Vollzeitstudiengang. Er richtet sich an Studierende aus dem In- und Ausland, die Entscheidungs- und Führungspositionen im öffentlichen Sektor, internationalen Organisationen, Nichtregierungsorganisationen, der Politik oder Unternehmen anstreben. Der MPP-Studiengang kann sowohl direkt im Anschluss an ein Bachelor-Studium („konsekutiv“) als auch auf Grundlage mehrjähriger Berufserfahrung („postgradual“) studiert werden.
Die Studieninhalte umfassen Methoden der Politikanalyse, -formulierung und -umsetzung aus Politikwissenschaft, Ökonomie, Soziologie, Verwaltungswissenschaft, Ethik und Recht. Über Praktika, Projektgruppen, Fallbeispiele und Planspiele werden praktische Erfahrungen in das Curriculum integriert. Möglichkeiten zur inhaltlichen Spezialisierung bestehen derzeit für die folgenden Bereiche, von denen die Studierenden zwei wählen:
- International and Global Public Policy
- Development and Socio-Economic Policy
- Conflict Studies and Management
- Non-Profit Management and Social Entrepreneurship

## Forschung
Neben dem Studienangebot betreibt die Brandt School auch Forschung in den Bereichen Public Policy und Governance. Es bestehen derzeit fünf Forschungsschwerpunkte:
- Global Public Policy (Schwerpunkt Energy Policy)
- Development and Socio-Economic Policies
- Conflict Studies and Management
- Entrepreneurship and Public Policy
- Methods of Public Policy

In den Forschungsschwerpunkten wird ein PhD-Programm angeboten.

## Partnerschaften
Durch die strategische Partnerschaft mit der Haniel Stiftung und dem DAAD bestehen eine Reihe von Programmen und Stipendien.
Die Zusammenarbeit mit dem DAAD umfasst vor allem das Helmut-Schmidt-Stipendienprogramm (ehemals Public Policy and Good Governance, PPGG). Zwischen 2008 und 2011 war die Brandt School des Weiteren alleiniger Kooperationspartner des Auswärtigen Amtes und des DAAD im Good Governance in Afghanistan-Programm. Dieses Programm zielte darauf ab, junge afghanische Führungskräfte auf die Herausforderungen des Wiederaufbaus des afghanischen politischen Systems vorzubereiten. 36 afghanische Absolventen haben das Programm und den MPP erfolgreich durchlaufen.
Die Haniel-Stiftung finanzierte die Einrichtung des Franz Haniel Lehrstuhls für Public Policy, des Aletta Haniel Lehrstuhls für Public Policy and Entrepreneurship sowie der Gerhard Haniel Professur für Public Policy and International Development. Sie vergab seit der Gründungsphase bis 2022 Stipendien an Studierende aus Osteuropa/ GUS bzw. aus Westeuropa/ Nordamerika. Die Stiftung unterstützte in der Vergangenheit außerdem die in Russland stattfindenden Haniel Spring Schools, u. a. zu Themen wie „Public Administration - Russia in Comparative Perspectives“, „Border Policies from the Soviet Union to the EU“ und „The Effects of Center-Local Relationships on Public Policy“.
Des Weiteren wird die Willy Brandt School für eine praxisorientierte Lehre von verschiedenen Projektpartnern unterstützt und ist Mitglied in mehreren wissenschaftlichen Netzwerken.

## Professoren und Lehrende

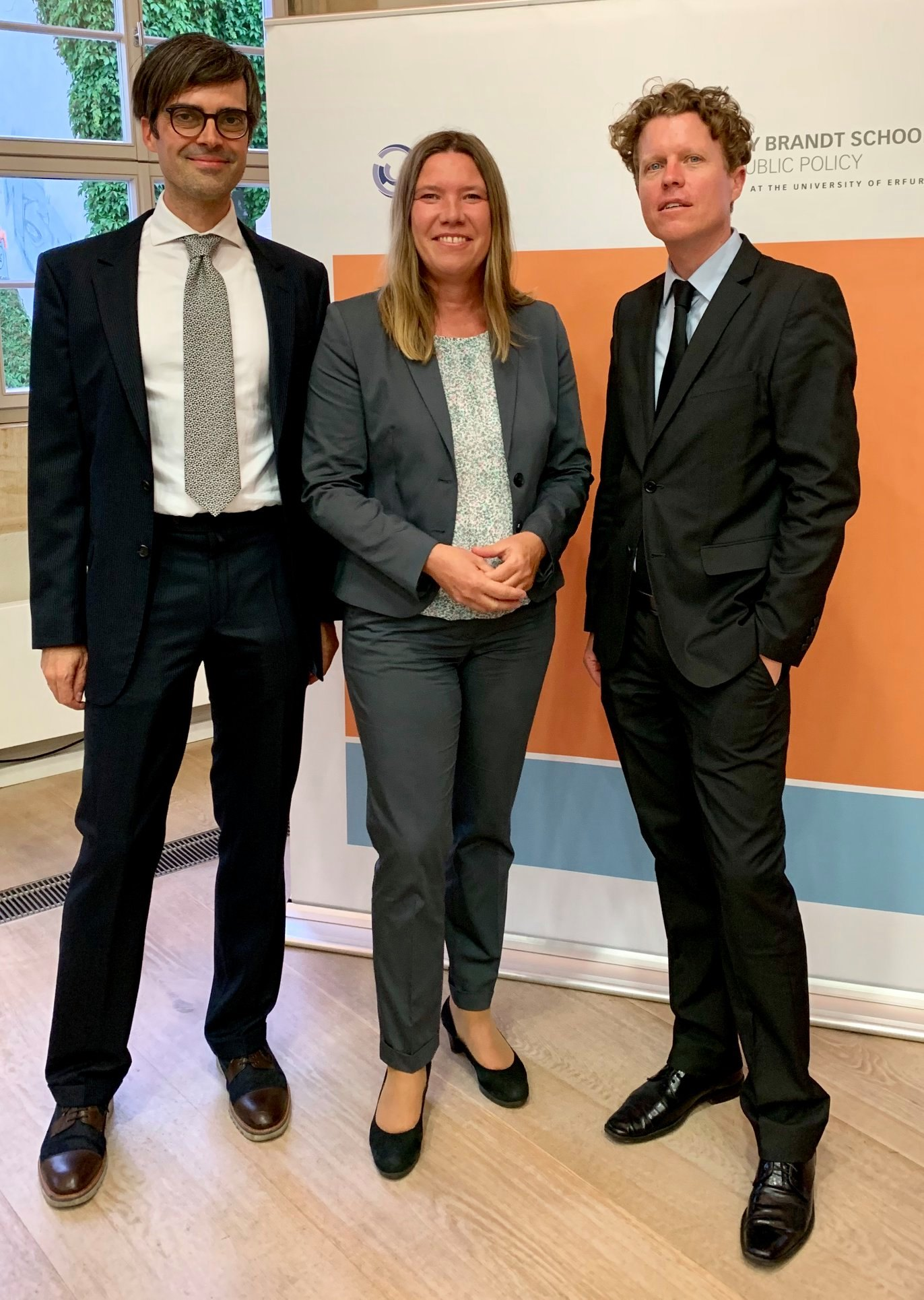
Die Haniel Professoren Kemmerling, Grimm und Goldthau 2019

Zu den Professoren und Lehrenden an der Willy Brandt School gehören, neben dem Direktor und Franz Haniel Professor für Public Policy Andreas Goldthau, zum Beispiel Heike Grimm, die stellvertretende Direktorin und Aletta Haniel Professorin für Public Policy and Entrepreneurship, Achim Kemmerling, der Gerhard Haniel Professor für Public Policy and International Development, Alejandra Ortiz-Ayala, Hasnain Bokhari sowie einige der Professorinnen und Professoren der Staatswissenschaftlichen Fakultät der Universität Erfurt. Langjährige Verbindung hatten beispielsweise Frank Ettrich und Dietmar Herz.
Für aktuelle und ehemalige Lehrende siehe auch Liste bekannter Persönlichkeiten der Staatswissenschaftlichen Fakultät der Universität Erfurt.